# 黑顶蚁鵙
黑顶蚁鵙（学名：Thamnophilus schistaceus）是蚁鵙科蚁鵙属的一种，发现于玻利维亚、巴西、哥伦比亚、厄瓜多尔和秘鲁。
黑顶蚁鵙的自然栖息地是亚热带或热带的湿润低地森林以及亚热带或热带沼泽。